# Доути, Даниэль
Даниэль Доути (англ. Danielle Doty; род. 27 апреля 1993 года) — американская модель и победительница национального конкурса для девушек подростков Юная мисс США 2011.

## Карьера
Впервые участвовала в National American Miss system, где стала Мисс Техас, победив в нескольких возрастных подразделениях. Получила титул Юная мисс Техас, 28 ноября 2010 года, став обладательницей титула из Rio Grande Valley. Представляла штат на национальном конкурсе красоты, прошедший 16 июля 2011 года в Atlantis Paradise Island, Нассау, Багамские Острова. Где получила корону от предыдущей победительницы Ками Кроуфорд. Стала второй победительницей от штата Техас, завоевавшая титул. Первой была Кристи Ли Вудс, выигравшая титул в 1996 году.
В 2011 году, поступила в Texas Christian University и состоит членом женского общества Delta Delta Delta.